# Secuestro de menores durante la Invasión rusa a Ucrania
Durante la invasión rusa de Ucrania, Rusia transfirió por la fuerza a miles de niños ucranianos a áreas bajo su control, les asignó la ciudadanía rusa, los adoptó por la fuerza en familias rusas y creó obstáculos para su reunificación con sus padres y su patria. Se han recopilado pruebas de ello durante investigaciones realizadas por varias organizaciones y grupos internacionales, incluida la Oficina del Alto Comisionado de las Naciones Unidas para los Derechos Humanos, la Corte Penal Internacional, Amnistía Internacional y Missing Children Europe, y por periodistas de medios de comunicación como The Observer y Al Jazeera. Naciones Unidas ha declarado que estas deportaciones constituyen crímenes de guerra. La Corte Penal Internacional (CPI) ha emitido órdenes de arresto contra el presidente Vladímir Putin (quien ha apoyado explícitamente las adopciones forzadas, incluso mediante la promulgación de leyes para facilitarlas) y la comisionada de Derechos del Niño, Maria Lvova-Belova, por su presunta participación.  Según el derecho internacional, incluida la Convención sobre el Genocidio de 1948, tales actos constituyen genocidio si se realizan con la intención de destruir, total o parcialmente, una nación o un grupo étnico.
El estado ruso ha secuestrado a niños ucranianos después de que sus padres fueran arrestados por las autoridades de ocupación rusas o asesinados en la invasión, o después de separarse de sus padres en una zona de guerra activa. También se ha secuestrado a niños de las instituciones estatales ucranianas en las zonas ocupadas ya través de "campamentos de verano" para niños en territorio ruso.  Los niños secuestrados han sido objeto de rusificación;  criar hijos de la guerra en una nación y cultura extranjeras puede constituir un acto de genocidio si se pretende borrar su identidad nacional.
Las estimaciones del número de niños involucrados oscilan entre 16.000 y más de 300.000. La Oficina del Fiscal General de Ucrania dijo en diciembre de 2022 que casi 800 habían muerto o desaparecido durante el proceso de deportación.

## Descripción general de la problemática

### Secuestros
La gran mayoría de los niños secuestrados han sido secuestrados en el sur y el este de Ucrania (en las regiones de Jersón, Járkiv, Zaporizhzhia, Donetsk, Luhansk y Mykoláiv).

### Separación dolorosa
Algunos niños han sido secuestrados después de separarse de sus padres mientras huían de zonas de guerra activa, y algunos han sido secuestrados después de que sus padres fueran detenidos en campos de filtración de ucranianos.

### Instituciones
Los niños han sido secuestrados de instituciones estatales ucranianas, como orfanatos, hogares grupales, residencias de ancianos, hospitales e internados;  muchos de los niños trasladados por la fuerza fueron sacados de orfanatos y hogares colectivos. La mayoría de los niños bajo el cuidado de instituciones estatales ucranianas (incluidos algunos de los que están en orfanatos s) no son huérfanos, sino que fueron puestos bajo el cuidado del estado solo de manera temporal o permanente por padres que enfrentan dificultades personales como pobreza, enfermedad o adicción. El estado ucraniano facilita la colocación voluntaria temporal o permanente de niños bajo el cuidado de instituciones estatales por parte de los padres. Alrededor del 90% de los niños ucranianos que vivían bajo el cuidado del estado eran, por lo tanto, "huérfanos sociales", niños con familiares que, por diversas razones, no pueden cuidarlos. Naciones Unidas estimó que unos 90.000 niños residían en hogares estatales en Ucrania antes de la invasión de 2022. Independientemente de si los niños tenían padres vivos o estaban realmente bajo la tutela del estado, tales transferencias forzadas durante tiempos de guerra probablemente constituyan un crimen de guerra.

### Campos de concentración infantiles-campos de reeducación para niños
Las autoridades de ocupación rusas, las fuerzas rusas y los maestros han alentado a los padres de las áreas ocupadas por Rusia a enviar a sus hijos a los llamados "campamentos de verano" (de hecho, campos de reeducación para niños ucranianos) para un respiro de la guerra ruso-ucraniana. Algunos padres fueron presionados para permitir que sus hijos fueran a los campamentos, mientras que otros accedieron para sacar a sus hijos de una zona de guerra activa o para aprovechar la oportunidad de brindarles un viaje gratis (muchas familias que aceptaron enviar sus hijos estaban en desventaja económica) o mejores condiciones de vida en medio de los estragos de la guerra.
Algunos de estos niños han sido detenidos posteriormente en los campamentos por tiempo indefinido, mientras que otros fueron devueltos semanas o meses después de lo prometido. A algunos padres que enviaron a sus hijos a los "campamentos de verano" se les dijo posteriormente que sus hijos serían devueltos solo si sus padres los recogían en persona, pero viajar entre Ucrania y Rusia es difícil, peligroso y costoso, algunos campamentos están ubicados lejos de Ucrania (incluso hasta la óblast de Magadán en el Lejano Oriente ruso, que linda con la costa del Pacífico), y muchos niños provienen de familias de bajos ingresos que no pueden pagar el viaje (algunos tuvieron que vender sus pertenencias para pagar el viaje y viajar a través de cuatro países para recoger a sus hijos de los campamentos); ni siquiera los familiares a los que los padres hayan otorgado un poder notarial pueden recoger a los niños, y todos los hombres (incluidos los padres) de edades comprendidas entre los 18 y los 60 años tienen prohibido salir de Ucrania, ya que son elegibles para el servicio militar obligatorio y, además, corren el riesgo de "filtración" y posible persecución cuando intentar entrar en Rusia, de modo que en la práctica, en la mayoría de los casos, solo las madres pueden recuperar a los niños. En algunos casos, los funcionarios del campo dijeron que el regreso de los niños dependía de que Rusia recuperara el territorio ucraniano liberado donde vive la familia del niño, y a un niño se le dijo que no sería devuelto a casa debido a sus "puntos de vista pro-ucranianos". Algunos niños fueron recuperados gracias a la intervención del gobierno ucraniano. Se ha restringido la capacidad de los padres para comunicarse con sus hijos durante su estancia en los campamentos y se ha negado a los padres información sobre el estado de sus hijos.

### Alegaciones de maltrato
Según testimonios de testigos obtenidos por la Comisión de Investigación de las Naciones Unidas sobre Ucrania, algunos de los niños han experimentado malas condiciones de vida, cuidados inadecuados y abuso verbal mientras vivían bajo la custodia del estado ruso. El gobierno ucraniano ha afirmado que algunos niños han sufrido explotación sexual después de ser trasladados a la fuerza a Rusia.

### Política rusa en torno a los campos

#### Adopciones forzosas
La ley rusa prohíbe las adopciones de niños que son ciudadanos de otros países por parte de ciudadanos rusos sin el consentimiento del país de origen del niño. En mayo de 2022, Vladímir Putin firmó un decreto que facilita la concesión de la ciudadanía rusa a niños ucranianos para permitir su adopción permanente por familias rusas; este cambio representa un obstáculo legal para la futura reunificación de los niños secuestrados con sus familias ucranianas o su repatriación a Ucrania.
El gobierno ruso ha creado un registro de familias rusas que pueden adoptar niños ucranianos y una línea directa para familias rusas que buscan adoptar niños ucranianos del Donbás. Las familias adoptivas reciben un pago en efectivo por cada niño ucraniano adoptado al que se le otorga la ciudadanía rusa. Lvova-Belova sugirió la creación de una base de datos de huérfanos (aparentes) ucranianos para mejorar el emparejamiento de estos niños con posibles familias adoptivas en la Ucrania ocupada o Rusia, y expresó su deseo de sistematizar el proceso de adopción.

#### Rusificación
Según The New York Times, "los funcionarios rusos han dejado en claro que su objetivo es reemplazar cualquier apego infantil al hogar con amor por Rusia". Al llegar a Rusia, los niños son colocados en hogares y sometidos a reeducación y rusificación.
Durante la ocupación de Novopskov, las autoridades de ocupación amenazaron con privar a los padres de la patria potestad si su hijo no asistía a una escuela con un plan de estudios ruso.

#### Campos de reeducación
En el 2022, el gobierno ruso estableció un sistema a gran escala de al menos 43 campamentos para niños en Rusia y en la Crimea ocupada por Rusia (la mayoría de los cuales antes servían como centros de veraneo para niños) cuyo objetivo principal parece ser "integrar a los niños de Ucrania en la visión del gobierno ruso de la cultura, la historia y la sociedad nacionales", según un informe del Laboratorio de Investigación Humanitaria de la Escuela de Salud Pública de la Universidad de Yale. Los niños en tales campos han sido sometidos a la rusificación, la propaganda del estado ruso y la educación militar (incluido el entrenamiento con armas de fuego). A los niños también se les ha brindado educación formal de acuerdo con los estándares educativos de Rusia (ya sea en los campamentos o en las escuelas locales) en un esfuerzo por orientarlos para que asistan a la universidad en Rusia.
A los padres de las zonas ocupadas por los rusos se los alienta o se los obliga a enviar a sus hijos a estos campamentos (que se los describe como "campamentos de verano" para niños) para descansar de la guerra, y posteriormente los niños son adoctrinados durante su estadía y, a veces, no regresan a ellos como prometieron a los padres. Los huérfanos, los niños de las instituciones estatales ucranianas y los niños que han sido separados de sus tutores legales debido al conflicto también son enviados a estos campamentos antes de su eventual adopción y/o colocación en hogares de guarda en Rusia. Al menos 6.000 niños ucranianos han asistido a esos campamentos; el análisis de la información de las cuentas públicas y las imágenes satelitales ha indicado que el número de niños alojados en dichos campamentos es mucho mayor.
Todos los niveles del gobierno ruso (federal, regional y local) están involucrados en la operación de los campamentos, y su operación también cuenta con el apoyo de las autoridades de ocupación rusas y representantes, y miembros de la sociedad civil y el sector privado de Rusia. Vladímir Putin y María Lvova-Belova han promovido los campamentos.

### Propaganda
La narrativa interna del estado ruso es que los niños abandonados son rescatados de los estragos de la guerra por el magnánimo estado ruso. El traslado forzoso de niños ucranianos forma parte de una estrategia de propaganda más amplia de Vladímir Putin que intenta retratar a Ucrania como parte de la nación rusa, justificar la invasión y reforzar el apoyo a la guerra. El estado ruso ha elaborado cuidadosamente la representación de las transferencias forzadas de niños al público ruso. La televisión estatal rusa ha transmitido imágenes de funcionarios rusos entregando osos de peluche a niños secuestrados recién llegados, y funcionarios rusos en Donetsk han invitado a reporteros a eventos donde se entregaron obsequios a niños secuestrados.

### Prevención de la repatriación y la reunificación familiar
Muchos padres desean reunirse con sus hijos (algunos no lo hacen, ya sea por razones económicas o por distanciamiento previo). Las autoridades rusas no hacen ningún intento de contactar a los padres para notificarles que sus hijos están bajo la custodia del estado ruso. Asimismo, no divulgan ninguna información sobre las identidades de los niños transferidos, lo que dificulta que las autoridades ucranianas e internacionales localicen e identifiquen a los niños. Se cambian los nombres y apellidos de los niños secuestrados, lo que dificulta la localización e identificación de los niños. Incluso en los casos en que los padres localizaron con éxito a sus hijos y solicitaron formalmente a las autoridades rusas que se reunieran con ellos, las autoridades rusas han intentado presionar o persuadir a los padres y a los niños para que consientan en el traslado, prometiéndoles comodidades y una vida mejor. En los casos en que los padres (u otro tutor legal) y los niños no puedan establecer contacto o los padres no puedan o no quieran venir personalmente a recoger a los niños, los niños son deportados a Rusia incluso si expresan personalmente su deseo de permanecer en Ucrania. Los funcionarios rusos han mentido a los niños secuestrados acerca de que sus padres los abandonaron.

## Historia
Rusia comenzó a transferir niños de territorios ucranianos ya en 2014, el primer año de la guerra ruso-ucraniana.
A principios de febrero de 2022, Rusia "evacuó" a 500 supuestos huérfanos del óblast de Donetsk a territorio ruso, supuestamente debido al riesgo de un ataque ucraniano contra la separatista República Popular de Donetsk.
Los primeros informes de deportaciones forzadas a Rusia como parte de la invasión rusa de Ucrania de 2022 se produjeron a mediados de marzo de 2022, durante el sitio de Mariúpol. El mismo mes, la comisionada de derechos de los niños de Rusia, Maria Lvova-Belova, declaró que un grupo de niños ucranianos transferidos a Rusia desde Mariúpol había afirmado inicialmente su identidad ucraniana, pero que desde entonces se había transformado en un amor por Rusia, diciendo que había adoptado uno. de los propios niños.
El 22 de marzo de 2022, las autoridades de Ucrania y EE. UU. afirmaron que las fuerzas rusas habían secuestrado a más de 2300 niños en las provincias de Donetsk y Lugansk.
El 30 de mayo de 2022, Vladímir Putin firmó un decreto que simplificó el proceso de adopción de huérfanos ucranianos o sin el cuidado de sus padres y otorgándoles la ciudadanía rusa.
Según un informe de mayo de 2022 del Centro Raoul Wallenberg para los Derechos Humanos en Montreal y el Instituto New Lines en Washington, existen "motivos razonables para concluir" que Rusia infringe dos artículos de la Convención sobre el Genocidio de 1948, entre ellos el uso forzoso traslado de niños ucranianos a Rusia, en sí mismo un acto genocida.
Para el 11 de abril, dos tercios de los 7,5 millones de niños de Ucrania habían sido desplazados según la ONU. La comisionada de derechos humanos de Ucrania, Lyudmila Denýsova, y el embajador de la ONU, Sergiy Kyslytsya, declararon en ese momento que más de 120.000 niños habían sido deportados a Rusia.  Al 26 de mayo, se informó que más de 238.000 niños ucranianos habían sido deportados a territorio ruso.
Ucrania planteó el tema en una reunión de la Organización para la Seguridad y la Cooperación en Europa (OSCE) a principios de junio, donde el jefe de la misión de Ucrania, Yevhenii Tsymbaliuk, citó un mensaje de un niño ucraniano que había sido adoptado a la fuerza a pesar de tener una relación cercana. relaciones de vida; dirigida a su tía, decía, en parte, "Dicen que soy huérfano. Pero no soy huérfano, te tengo a ti, tengo abuelos. Hay tantos niños como yo aquí. Dicen que quieren déjanos en Rusia. ¡Y no quiero quedarme en Rusia!.

Según Ukraínska Pravda, Rusia ha llevado a 267 huérfanos de Mariúpol a Rostov para convertirlos en ciudadanos rusos, bajo la supervisión de María Lvova-Belova. También informó que las autoridades rusas habían buscado y recogido a niños huérfanos, para llevarlos a un destino desconocido.
Sky News publicó imágenes del circuito cerrado de televisión (CCTV) con fecha de junio de 2022 de funcionarios rusos del Servicio Federal de Seguridad (FSB) que ingresan a un orfanato de Jersón para buscar huérfanos. Consciente del riesgo de secuestro de niños, el personal escondió a los niños antes de su llegada. Al encontrar el orfanato vacío, los agentes del FSB se apoderaron de los registros, las computadoras y el sistema de CCTV del orfanato en un aparente esfuerzo por localizar a los niños desaparecidos. Posteriormente, las autoridades rusas enviaron a 15 niños secuestrados al orfanato, solo para que los ocupantes rusos se los llevaran cuando se retiraban de Jersón. Las fuerzas rusas también secuestraron con éxito a niños de un orfanato diferente de Jersón, dijo un testigo a Sky News.
En junio de 2022, Mijaíl Mízintsev, director del Centro de Gestión de la Defensa Nacional de la Federación de Rusia conocido como el «carnicero de Mariúpol», afirmó que 1.936.911 ucranianos habían sido deportados a Rusia, de los cuales 307.423 eran niños.
El 7 de septiembre, un funcionario de las Naciones Unidas informó que había acusaciones creíbles de que las fuerzas rusas habían enviado niños ucranianos a Rusia para su adopción como parte de un programa de deportación forzosa, y el embajador de los EE. UU. informó al Consejo de Seguridad de la ONU que más de 1.800 niños ucranianos habían sido transferidos. a Rusia solo en julio.
El secuestro de niños durante los procedimientos de "filtración" se documentó en un informe de Amnistía Internacional del 10 de noviembre de 2022 titulado "Traslado ilegal y abuso de civiles en Ucrania por parte de Rusia durante la 'filtración'". Un niño de 11 años declaró a Amnistía Internacional:

Se llevaron a mi mamá a otra carpa. La estaban interrogando... Me dijeron que me iban a quitar a mi mamá... Yo estaba en shock... No dijeron nada de adónde iba mi mamá. Una señora del servicio [de protección infantil] de Novoazovsk dijo que tal vez dejarían ir a mi madre... No pude ver a mi madre... No he sabido nada de ella desde entonces.

## Reacciones internacionales

### De parte de Ucrania
Las autoridades ucranianas han afirmado que el decreto de Putin es una forma de "legalizar el secuestro de niños del territorio de Ucrania". Han sostenido que esto "viola gravemente" la Convención de Ginebra de 1949 relativa a la protección de personas civiles en tiempo de guerra y la Convención de las Naciones Unidas sobre los Derechos del Niño de 1989.
El Ministerio de Relaciones Exteriores de Ucrania también cree que las acciones pueden calificarse como una transferencia forzosa de niños de un grupo humano a otro. En un comunicado: "Se investigarán los crímenes internacionales más graves contra los niños cometidos por oficiales y militares rusos de alto rango en Ucrania, y se procesará a los perpetradores. Rusia no podrá evitar la rendición de cuentas más estricta".

### De las Naciones Unidas
El director de Programas de Emergencia de UNICEF, Manuel Fontaine, dijo a CBS News que UNICEF estaba "buscando cómo podemos rastrear o ayudar en eso", aunque afirmó que no tenían la capacidad de investigar en este momento.
Michelle Bachelet, Alta Comisionada de las Naciones Unidas para los Derechos Humanos, anunció el 15 de junio de 2022 que su agencia había iniciado una investigación sobre las denuncias de niños deportados por la fuerza de Ucrania a la Federación Rusa.
El 15 de marzo del 2023, la Oficina del Alto Comisionado de las Naciones Unidas para los Derechos Humanos (ACNUDH) publicó un informe que declara que estos traslados forzados de niños son ilegales y un crimen de guerra. A grandes rasgos, dio tres categorías de niños deportados: los que perdieron el contacto con sus padres debido a la invasión rusa, los que fueron separados cuando sus padres fueron enviados a un campo de filtración ruso y los que estaban en instituciones. El informe concluyó:

El derecho internacional humanitario prohíbe la evacuación de niños por una parte en un conflicto armado, con la excepción de una evacuación temporal cuando así lo exijan razones imperiosas relacionadas con la salud o el tratamiento médico de los niños o, excepto en territorio ocupado, su seguridad. Se requiere el consentimiento por escrito de los padres o tutores legales. En ninguna de las situaciones que ha examinado la Comisión, los traslados de niños parecen haber satisfecho los requisitos establecidos por el derecho internacional humanitario. Los traslados no estaban justificados por razones médicas o de seguridad. No parece haber indicios de que fuera imposible permitir que los niños se trasladaran a un territorio bajo el control del Gobierno de Ucrania... La Comisión ha llegado a la conclusión de que las situaciones que ha examinado relativas al traslado y la deportación de niños, dentro de Ucrania y a la Federación Rusa respectivamente, violan el derecho internacional humanitario y constituyen un crimen de guerra.

### Sociedad Civil
El 21 de diciembre de 2022, una ONG francesa, "¡Por Ucrania, por su libertad y la nuestra!", envió a través del bufete de abogados de Vigo una comunicación a Karim Khan, Fiscal Jefe de la Corte Penal Internacional, para contribuir a "la investigación abierta el 2 marzo de 2022 por la Oficina del Fiscal, tras la remisión de la situación en Ucrania por un grupo coordinado de Estados Partes en el Estatuto de Roma". La comunicación "se relaciona con el traslado forzoso y la deportación a gran escala de niños ucranianos a Rusia, en un claro intento de las autoridades rusas de borrar, al menos en parte, a los ucranianos como grupo nacional con una identidad distinta. Es probable que estos hechos constituyen varios de los crímenes enumerados en el artículo 5 del Estatuto de Roma, y más específicamente el crimen de genocidio (artículo 6-e) y los crímenes de lesa humanidad (artículo 7-d)".
El historiador y estudioso del genocidio Timothy Snyder tuiteó: "El secuestro de niños en masa y tratar de asimilarlos en una cultura extranjera es genocidio según el artículo 2, sección E, de la convención de genocidio de 1948".

## Sanciones
La comisionada rusa de los derechos del niño, María Lvova-Belova, ha sido sancionada por Estados Unidos, la Unión Europea, el Reino Unido, Canadá y Australia.

## Llamado internacional para arrestos de responsables
El 17 de marzo de 2023, la Corte Penal Internacional emitió órdenes de arresto contra Putin y Lvova-Belova, alegando responsabilidad penal por la deportación y transferencia ilegales de población (niños) de las áreas ocupadas de Ucrania a Rusia. Decidió que están cubiertos por los artículos 8(2)(a)(vii) y el artículo 8(2)(b)(viii) del Estatuto de Roma y que Rusia pretende que sean permanentes. Los cargos conllevan una posible cadena perpetua. Es la primera vez que el tribunal emite una orden de arresto contra el líder de un miembro permanente del Consejo de Seguridad de las Naciones Unidas. El fiscal de la CPI, Karim Khan, dijo: "Debemos garantizar que los responsables de los presuntos delitos rindan cuentas y que los niños sean devueltos a sus familias y comunidades. No podemos permitir que los niños sean tratados como si fueran botín de guerra".